# Spirocamallanus inopinatus
Spirocamallanus inopinatus är en rundmaskart som först beskrevs av Travassos, et al 1928.  Spirocamallanus inopinatus ingår i släktet Spirocamallanus och familjen Camallanidae. Inga underarter finns listade i Catalogue of Life.